# دن سسرونکوما
دن سسرونکوما (انگلیسی: Dan Sserunkuma؛ زادهٔ ۱۴ دسامبر ۱۹۹۳) بازیکن فوتبال اهل اوگاندا است.
از باشگاه‌هایی که در آن بازی کرده‌است می‌توان به باشگاه فوتبال اولیس و باشگاه فوتبال گور ماهیا اشاره کرد.
وی همچنین در تیم‌های ملی فوتبال Uganda national under-17 football team, The New Times (Rwanda), Uganda national under-20 football team، و اوگاندا بازی کرده‌است.